# Anoectangium canadense
Anoectangium canadense är en bladmossart som beskrevs av Kindberg 1900. Anoectangium canadense ingår i släktet Anoectangium och familjen Pottiaceae. Inga underarter finns listade i Catalogue of Life.